# Saut en hauteur féminin aux championnats du monde d'athlétisme en salle 2010
Le concours du saut en hauteur féminin des championnats du monde en salle de 2010 se déroule les 12 et 13 mars de cette même année à l'Aspire Dome de Doha au Qatar, à l'est de la péninsule arabique, remporté par la Croate Blanka Vlašić.
Navigation
2008 2012

## Légende du tableau de résultats suivant
Records et Performances
- AR : Record continental (area record)
- CR : Record des championnats (championship record)
- MR : Record du meeting (meet record)
- NR : Record national (national record)
- OR : Record olympique (olympic record)
- PR : Record paralympique (paralympic record)
- PB : Record personnel (personal best)
- SB : Meilleure performance personnelle de la saison (season's best)
- WL : Meilleure performance mondiale de l'année (world leader)
- WJR : Record du monde junior (world junior record)
- WR : Record du monde (world record)

Circonstances et Conditions
- DNF : N'a pas terminé (did not finish)
- DNS : N'a pas pris le départ (did not start)
- DQ : Disqualification (disqualification)
- NM : Aucun essai valable enregistré (No Mark)
- Q : Qualifié « directement » au prochain tour (ou à la prochaine compétition), lors d'une compétition majeure, grâce au classement ou à la réalisation des minima (automatic qualifier)
- q : Qualifié au prochain tour (ou à la prochaine compétition), lors d'une compétition majeure, grâce au repêchage ou à la réalisation de l'une des meilleures performances parmi celles des « non qualifiés directement » (grâce au meilleur temps ou à la meilleure distance par exemple) (secondary qualifier)

## Résultats
| Rang               | Athlète             | Pays        | 1.83 | 1.87 | 1.91 | 1.94 | 1.96 | 1.98 | 2.00 | 2.05 | Résultats | Notes |
| ------------------ | ------------------- | ----------- | ---- | ---- | ---- | ---- | ---- | ---- | ---- | ---- | --------- | ----- |
| Médaille d'or      | Blanka Vlašić       | Croatie     | -    | o    | o    | -    | o    | o    | o    | xxx  | 2.00      |       |
| Médaille d'argent  | Ruth Beitia         | Espagne     | -    | o    | o    | xo   | xo   | o    | xxx  |      | 1.98      |       |
| Médaille de bronze | Chaunte Howard Lowe | États-Unis  | o    | -    | o    | xo   | o    | xo   | xxx  |      | 1.98      | SB    |
| 4e                 | Svetlana Shkolina   | Russie      | -    | o    | o    | o    | xo   | xxx  |      |      | 1.96      |       |
| 5e                 | Emma Green          | Suède       | -    | o    | xxo  | xxo  | xxx  |      |      |      | 1.94      |       |
| ex æquo (6e)       | Zheng Xingjuan      | Chine       | o    | xo   | xo   | xxo  | xxx  |      |      |      | 1.94      | NR    |
| 7e                 | Nadiya Dusanova     | Ouzbékistan | o    | o    | o    | xxx  |      |      |      |      | 1.91      |       |
| 7e ex æquo         | Marina Aitova       | Kazakhstan  | o    | o    | o    | xxx  |      |      |      |      | 1.91      |       |
| 9e                 | Iva Straková        | Tchéquie    | o    | xo   | xxo  | xxx  |      |      |      |      | 1.91      |       |